# Rufus Wheeler Peckham (Richter)

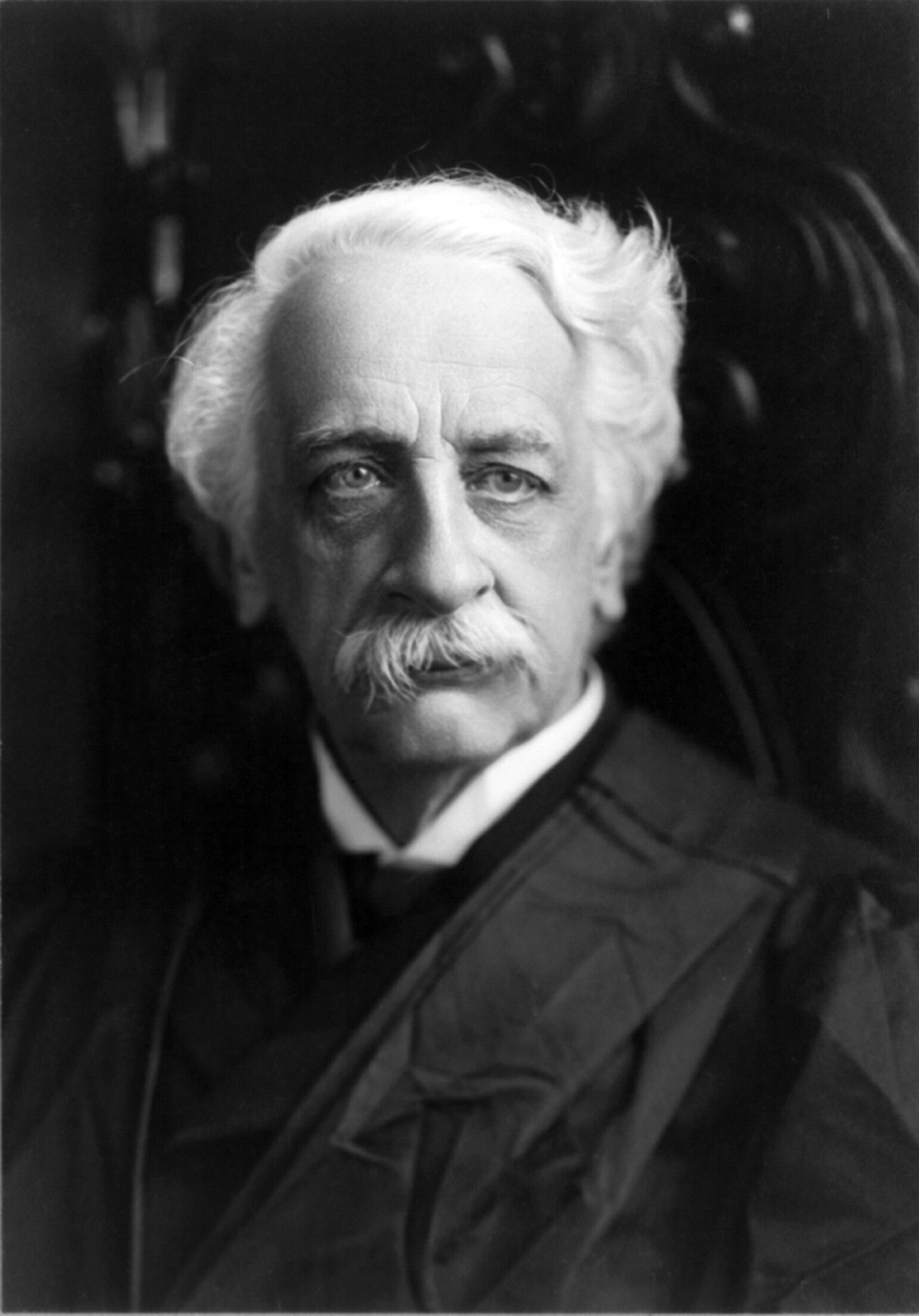
Rufus Wheeler Peckham (1909)

Rufus Wheeler Peckham (* 8. November 1838 in Albany, New York; † 24. Oktober 1909 in Altamont, Albany County, New York) war ein US-amerikanischer Jurist, der zuletzt Richter am Obersten Gerichtshof der USA (US Supreme Court) war.

## Leben

### Studium und Aufstieg zum Richter
Peckham, ein Sohn des gleichnamigen demokratischen Mitglieds des US-Repräsentantenhauses für den 14. Kongresswahlbezirk New Yorks und späteren Richters am New York Supreme Court sowie am New York Court of Appeals, besuchte die Albany Academy und studierte anschließend Rechtswissenschaften.
Nach seiner anwaltlichen Zulassung im Bundesstaat New York 1859 war er als Rechtsanwalt tätig, ehe er 1869 Bezirksstaatsanwalt von Albany County wurde. Nach Beendigung dieser Tätigkeit nahm er 1872 seine anwaltliche Tätigkeit wieder auf und war danach von 1883 bis 1886 wie sein Vater Richter am New York Supreme Court sowie zwischen 1886 und 1895 am New York Court of Appeals.

### Richter am US Supreme Court
Nach dem Tode von Howell Edmunds Jackson am 8. August 1895 wurde Peckham am 6. Januar 1896 von US-Präsident Grover Cleveland zum Beigeordneten Richter am Obersten Gerichtshof der USA berufen und bekleidete dieses Amt bis zu seinem Tod am 4. Oktober 1909.
Während seiner Zugehörigkeit zum US Supreme Court wirkte Peckham an folgenden bedeutenden Entscheidungen mit:
- In dem Verfahren Pollock v. Farmers' Loan & Trust Co. (1895) hatte der Oberste Gerichtshof über das durch das Wilson–Gorman Tariff Act eingeführte Einkommensteuergesetz von 1894 (Income Tax Act of 1894) zu entscheiden. Das Gericht entschied, dass die durch dieses Gesetz eingeführten nicht Einkommensteuern auf Zinsen, Dividenden und Mieten direkte Steuern sind und dass das Gesetz gegen die Verfassung der Vereinigten Staaten verstieße, da deren Erhebung in den Bundesstaaten proportional zur Bevölkerung durchgeführt werden müsse.[1][2]
- In dem Verfahren Plessy v. Ferguson (1896) hatte das Gericht darüber zu entscheiden, ob ein Gesetz des Staates Louisiana, das getrennte Abteile für Bürger weißer und schwarzer Hautfarbe in Eisenbahnzügen vorschrieb, gegen die US-Verfassung verstieße. Es verneinte dies in einer von Brown verfassten Urteilsbegründung mit 7 zu 1 Richterstimmen und erklärte damit die Bereitstellung getrennter Einrichtungen für Weiße und Schwarze unter bestimmten Voraussetzungen für zulässig. Durch dieses Urteil wurde damit de facto das Prinzip Separate but equal, also „Getrennt aber gleich“, als Basis der Rassentrennung in den Südstaaten etabliert. John Marshall Harlan vertrat eine Mindermeinung gegen diese Grundsatzentscheidung. Die Entscheidung Plessy v. Ferguson wurde erst 1954 durch das Urteil im Fall Brown v. Board of Education wieder aufgehoben.
- In dem Verfahren Lochner v. New York (1905) ging es um die Verfassungsmäßigkeit einer Arbeitszeitregelung für Bäcker im Bundesstaat New York auf sechzig Wochenarbeitsstunden. In einer knappen 5 zu 4–Entscheidung entschied der Supreme Court, dass die New York Regelung der Arbeitsstunden eine ungerechtfertigte Beschränkung des Rechts auf freien Vertragsschluss darstellen würde und somit gegen den 14. Zusatzartikel zur US-Verfassung verstoßen würde. In diesem Verfahren verfasste Peckham die Mehrheitsmeinung. Drei Jahre später entschied das Gericht in dem Verfahren Muller v. Oregon (1908), dass die in dem Arbeitszeitgesetz Oregons enthaltenen Bestimmungen zur Beschränkung der Arbeitszeit von Frauen nicht gegen den 14. Zusatzartikel zur US-Verfassung verstoßen würde, weil die Einschränkung durch das starke staatliche Interesse am Schutz der weiblichen Gesundheit gerechtfertigt sei.
- In dem Verfahren North American Cold Storage Co. v. Chicago (1908) entschied der Supreme Court, dass der Staat aufgrund seiner Polizeigewalt das Recht dazu hat, Lebensmittel zu beschlagnahmen und zu vernichten, die untauglich zum Verzehr und dadurch gesundheits- oder lebensgefährend sind. In Ausübung einer solchen Maßnahme erfordert es der 14. Zusatzartikel der Verfassung nicht, dass dem Betroffenen, dessen Eigentum zerstört wird, zuvor eine derartige Maßnahme angekündigt wird und er Gelegenheit zur Stellungnahme erhält. Vielmehr habe der Betroffene nach der Vernichtung ein Klagerecht, welches allerdings nicht die ex-parte-Verurteilung des anordnenden Staatsbeamten umfasst. In diesem Verfahren verfasste Peckham erneut die Mehrheitsmeinung des Gerichts, während David Josiah Brewer eine davon abweichende Meinung vertrat.

Nachfolger von Peckham, der nach seinem Tod auf dem Albany Rural Cemetery beigesetzt wurde, wurde Horace Harmon Lurton. Peckhams älterer Bruder Wheeler Hazard Peckham war ein bekannter Rechtsanwalt, dessen Nominierung durch US-Präsident Grover Cleveland als Richter am US Supreme Court als Nachfolger von Samuel Blatchford am 16. Februar 1894 vom US-Senat mit 41 zu 32 Stimmen abgelehnt wurde.